# Mobeetie
Mobeetie – miasto w Stanach Zjednoczonych, w stanie Teksas, w hrabstwie Wheeler.